# Aridelus melanderi
Aridelus melanderi är en stekelart som först beskrevs av Charles Thomas Brues 1908.  Aridelus melanderi ingår i släktet Aridelus och familjen bracksteklar. Inga underarter finns listade.